# Wioślarstwo na Letnich Igrzyskach Olimpijskich 1920 – dwójka ze sternikiem mężczyzn
Wyścig dwójek ze sternikiem mężczyzn była jedną z konkurencji wioślarskich na Letnich Igrzyskach Olimpijskich 1920. Zawody odbyły się w dniach 28–29 sierpnia. W zawodach uczestniczyło 12 zawodników z 4 państw.

## Wyniki

### Półfinały
| Półfinał 1 | Półfinał 1                                                     | Półfinał 1 | Półfinał 1 |
| Miejsce    | Zawodnik                                                       | Czas       | Kwal.      |
| ---------- | -------------------------------------------------------------- | ---------- | ---------- |
| 1          | Ercole Olgeni Giovanni Scatturin Guido de Filip                | 8:10,0     | Q          |
| 2          | Georges van den Bossche Oscar van den Bossche Guillaume Visser | 8:25,0     |            |
| Półfinał 2 |                                                                |            |            |
| Miejsce    | Zawodnik                                                       | Czas       | Kwal.      |
| 1          | Gabriel Poix Maurice Bouton Ernest Barberolle                  | 9:15,0     | Q          |
| Półfinał 3 |                                                                |            |            |
| Miejsce    | Zawodnik                                                       | Czas       | Kwal.      |
| 1          | Édouard Candeveau Alfred Felber Paul Piaget                    | 8:50,0     | Q          |

### Finał
| Finał | Finał                                           | Finał  |
| ----- | ----------------------------------------------- | ------ |
|       | Ercole Olgeni Giovanni Scatturin Guido de Filip | 7:56.0 |
|       | Gabriel Poix Maurice Bouton Ernest Barberolle   | 7:57.0 |
|       | Édouard Candeveau Alfred Felber Paul Piaget     |        |